# Antônio Pedro de Figueiredo
Antônio Pedro de Figueiredo (Igarassu, Pernambuco, 1814 — Recife, 1859) foi um filósofo, ensaísta, jornalista, tradutor e professor brasileiro.
Ele teve o sonho de estudar e se mudou para Recife, onde foi acolhido pelo Convento do Carmo, dedicando-se ao estudo do francês, da língua portuguesa e da filosofia, o que o levou a traduzir a obra de Victor Cousin em português, sob o nome Curso de Filosofia, em três volumes. Também traduziu a obra Da Soberania do povo e dos princípios do governo republicano (1847), de M. Ortolan, e As sete cordas da lira (1847), de George Sand.
Em 1844, foi nomeado por Francisco do Rego Barros, presidente da província de Pernambuco, como professor adjunto de geometria para o Liceu Provincial, mas foi demitido por Chichorro da Gama em 1846. Nesse ano, lançou junto com seus amigos a revista O Progresso, que foi um veículo importante na análise de ideias políticas e sociais. Em 1855, assumiu a cadeira de história e geografia no Liceu.